# 重灌大碟洛克人Zero
重灌大碟洛克人Zero是將電玩遊戲洛克人Zero系列的遊戲背景音樂重新混音，加上廣播劇灌製而成的唱碟。
因為官方網頁在大碟上註有「NOW WAKING」（「現在醒來」之意，根據遊戲劇情核心譯為「覺醒」），玩家們為了使這大碟與其後大碟的副題一致，故此稱它為《重灌大碟洛克人Zero‧覺醒》。玩家們自訂的副題「覺醒」可能指傑洛在洛克人X系列經歷一百年沈睡後再一次的戰鬥。

## 大碟曲目
1. 「標題」。標題畫面。
2. 「雪兒回憶錄：序」。廣播劇：雪兒講述自己從新阿卡迪亚逃走和找尋杰洛時的經歷。
3. 「研究所遺跡」。被忘卻之研究所之曲。
4. 「囚徒傳說」。杰洛在遊戲開始時露面之曲。
5. 「電子精靈」。精靈X的主題音樂。
6. 「杰洛主題曲（自洛克人X系列）」。杰洛登場的主題音樂及遊戲序章的音樂。
7. 「守護者之室」。首領戰前的房間內的預示曲。
8. 「衝突」。首領戰曲。
9. 「任務戰績」。關卡完成後的表現總結。
10. 「雪兒回憶錄：自杰洛從生」。廣播劇：雪兒與零初次見面時的對話。
11. 「暫休」。未有任務進行時之曲。
12. 「抵抗」。「抵禦沙漠陸上軍進侵」任務之曲。
13. 「地下快車」。「制止列車」任務前半之曲。
14. 「死亡區域」。「制止列車」任務後半及「抵抗軍總部守衛戰」任務之曲。
15. 「灼熱的沙漠」。「救回抵抗軍同伴」任務之曲。
16. 「雪兒回憶錄：四大天王」。廣播劇：雪兒提及尼奧‧阿魯卡地亞的四天王，另外以及他們討論杰洛的事情。
17. 「地獄工場」。「侵奪工場」任務之曲。
18. 「滲入」。「制止黑入」任務之曲。
19. 「緊急事態」。「抵抗軍總部反攻戰」任務之曲。
20. 「敵人廳堂」。「尼奧‧阿魯卡地亞神殿」和「尼奧‧阿魯卡地亞之塔」關卡之曲。
21. 「尼奧‧阿魯卡地亞」。「尼奧‧阿魯卡地亞總部」關卡之曲。
22. 「雪兒回憶錄：英雄真相」。廣播劇：杰洛與複製X決戰前對話。
23. 「偽」。複製X六翼天使型態最終戰。
24. 「雪兒回憶錄：跋」。廣播劇：大戰過後，雪兒寄望杰洛的歸來。
25. 「為了無盡之戰」。結局尾場曲，X將世界的未來附託在杰洛的手中。
26. 「杰洛領域：零之主題曲」。製作组列表。

## 工作人員
聲優：
- 傑洛：風間勇刀
- 雪兒：田中理惠
- 賢將哈路比亞：緒方惠美
- 鬥將法夫阿魯：中井和哉
- 妖將妮花阿妲：今井由香
- 隱將幻影：稻田徹
- 複製X：今井由香
- 米蘭：高木涉

## 外部連結
- （日語）《重灌大碟洛克人Zero》唱片官方網站主頁 （页面存档备份，存于）